# Соуза, Розеане Апаресида Оливейра де
Розеане Апаресида Оливейра де Соуза (порт. Roseane Aparecida Oliveira de Souza, также известная как Зизи (порт. Zizi); род. 23 июля 1985, Тимотеу) — бразильская футболистка, защитник клуба «Байя».

## Биография
В первой половине карьеры выступала на родине за клубы «Котия», «Сан-Паулу», «Палмейрас», «Сантос», «Витория де Санто-Антан», «Франсана», «Сан-Каэтано», «Португеза де Деспортос». В начале 2010-х годов играла за клуб «Бангу» (Рио-де-Жанейро), в этот период заслужила вызов в сборную Бразилии. В 2013 году стала чемпионкой Бразилии в составе клуба «Сентро Олимпико».
Летом 2014 года перешла в российский клуб «Зоркий». Дебютный матч в чемпионате России сыграла 12 августа 2014 года против «Мордовочки», и в этой игре на 50-й минуте была удалена с поля. Всего до конца сезона выходила на поле в пяти матчах и стала со своим клубом серебряными призёром чемпионата России.
В дальнейшем сменила ещё несколько клубов в Бразилии, в том числе в низших дивизионах. Во второй половине 2017 года выступала в Израиле за «Маккаби» (Кирьят Гат), в его составе выходила на поле в матчах женской Лиги чемпионов. В 2019 году в составе «Сан Паулу» стала победительницей второго дивизиона Бразилии.
В начале 2010-х годов призывалась в национальную сборную Бразилии. Была в составе сборной на чемпионате мира 2011 года, но во всех матчах оставалась в запасе. Также в составе студенческой сборной Бразилии участвовала в Универсиаде, где завоевала серебряные награды[уточнить].